# Carlos Soria Fontán
Carlos Soria Fontán (Àvila, 5 de febrer de 1939) és un alpinista espanyol. Ha assolit 11 vuit mils, amb la particularitat que va assolir el primer a l'edat de 51 anys, el 1990, i el darrer a l'edat de 72 anys, el 2011. L'any 2004 es va convertir en la persona de més edat en assolir el cim del K2, i l'any 2011 en la persona de més edat en assolir el cim del Lhotse. És l'únic alpinista del món que ha escalat 8 cims de vuitmil metres després de complir 60 anys.
L'any 2010 va assolir el cim del Kilimanjaro, completant d'aquesta forma el projecte dels Set Cims, els més alts dels 7 continents, contant per separat Amèrica del nord i del sud.

## Biografia
Als 14 anys anava sovint a la serra de Guadarrama. Als 34 anys va formar part de la primera expedició espanyola que intentava coronar el Manaslu, de 8.160 metres. No ho va aconseguir, i tampoc l'any 1975. Tampoc assolí el Broad Peak en una expedició de l'any 1979. Amb la seva dona escalà cims com el Cervino i el Mont Blanc. L'any 1990, als 51 anys, va assolir el Nanga Parbat, el seu primer vuitmil.
Pare de 4 filles, tenia un taller de tapisseria, i no guanyava molts diners, ja que reservava molt temps lliure per escalar. Al complir els 65 anys va tancar el seu negoci de tapisseria i es va plantejar com a objectiu assolir els 14 cims de vuitmil metres, en un moment en què ja n'havia assolit 4.
L'any 2011 va assolir el Lhotse, el seu 11è vuitmil. Els seus propers objectius per completar els 14 cims són el Dhaulagiri, el Kangchenjunga i l'Annapurna.
Quan no està a l'Himalaia, entrena i practica escalada en gel i en roca, esquí de fons i bicicleta.

## Vuitmils
- Nanga Parbat, 1990[4]
- Gasherbrum II, 1994
- Cho Oyu, 1994
- Everest, 2001
- K2, 2004
- Sisha Pagma, 2005 (assolí un cim no principal)
- Broad Peak, 2007[1]
- Macalu, 2008
- Gasherbrum 1, 2009
- Manaslu, 2010
- Lhotse, 2011
- Kanchenjunga 2014[7]

## Set cims
- Elbruz, (Europa, 1968)[5]
- McKinley (Nord Amèrica, 1971)
- Aconcagua (Sud Amèrica, 1986)
- Everest (Àsia, 2001),
- Vinson (Antàrtida, 2008),
- Pirámide de Carnstenz (Oceania, 2009)
- Kilimanjaro (Àfrica, 2010)